# شارا (شهرستان نارین)
شارا (به لاتین: Shoro) یک منطقهٔ مسکونی در قرقیزستان است که در شهرستان نارین واقع شده‌است. شارا ۵۹۴ نفر جمعیت دارد.